# Hans-Ulrich Back
Hans-Ulrich Back (* 26. August 1896 in Saarbrücken; † 14. Februar 1976 in Hagen) war ein deutscher Generalmajor im Zweiten Weltkrieg.

## Leben

### Familie
Er war der Sohn des späteren preußischen Generalmajors Ulrich Back (1864–1947) und dessen Ehefrau Emmy Seebohm (1874–1915). Sein Vater hatte im Rahmen der Deutschen Militärmission von 1910 bis 1917 in Osmanischen Diensten gestanden.

### Militärlaufbahn
Back trat nach dem Ausbruch des Ersten Weltkriegs zunächst am 4. August 1914 als Fahnenjunker in die Osmanische Armee ein. Mitte Oktober 1914 trat er in die Preußische Armee über und wurde im 1. Hannoverschen Infanterie-Regiment Nr. 74 angestellt. Von Mitte Dezember 1914 bis 13. Februar 1915 absolvierte Back einen Ausbildungskursus in Döberitz und war anschließend für einen Monat zum Lehr-Infanterie-Bataillon Münster kommandiert. Nach Abschluss seiner Ausbildung wurde er zu seinem Regiment ins Feld versetzt und bei den Kämpfen an der Ost- und später an der Westfront mehrfach verwundet. Nachdem Back am 30. Juli 1915 zum Leutnant befördert worden war, diente er im weiteren Verlauf des Krieges in seinem Regiment als Zug- und Kompanieführer sowie als Ordonnanzoffizier. Für seine Leistungen erhielt Back beide Klassen des Eisernen Kreuzes und das Verwundetenabzeichen in Silber.
Nach Kriegsende und der Demobilisierung schloss Back sich im Februar 1919 dem Freiwilligenverband „Haase“ bzw. dem Freiwilligenregiment „Haupt“ an. Er wurde dann in die Vorläufige Reichswehr übernommen, schied aber bereits am 30. Juni 1920 im Zuge der weiteren Verringerung der Streitkräfte unter Verleihung des Charakters als Oberleutnant aus dem Militärdienst aus. Back trat daraufhin in den Polizeidienst über und fungierte u. a. als Führer einer Hundertschaft in Hannover. Nachdem er vom 6. Dezember 1934 bis zum 22. Januar 1935 einen taktischen Sonderlehrgang an der Landespolizeischule Eiche absolviert hatte, wurde Back Mitte Oktober 1935 in das Heer der Wehrmacht übernommen. Mit Rangdienstalter vom 1. Februar 1931 wurde er als Hauptmann Kompaniechef im Infanterie-Regiment 60. Es folgten am 1. Januar 1936 die Beförderung zum Major sowie am 1. Februar 1939 zum Oberstleutnant. Kurz vor dem Beginn des Zweiten Weltkriegs beauftragte man ihn mit der Führung des Schützen-Regiments 2. Für seine Leistungen während des Westfeldzuges wurde Back am 5. August 1940 mit dem Ritterkreuz des Eisernen Kreuzes ausgezeichnet.
Vom 26. August 1940 bis zum 19. Juli 1942 fungierte Back als Kommandeur der Schützen-Regiments 304, wurde anschließend in die Führerreserve versetzt und am 15. September 1942 zum Kommandeur der 11. Panzergrenadier-Brigade ernannt. Im weiteren Kriegsverlauf war er nach seiner am 1. Februar 1944 erfolgte Beförderung zum Generalmajor als Kommandeur der 16. Panzer-Division, der 178. Panzer-Division sowie der 232. Panzer-Division tätig. Während der Kämpfe gegen die Rote Armee wurde Back am 28. März 1945 in Österreich schwer verwundet. Das Kriegsende erlebte er in einem Lazarett, dem sich keine Kriegsgefangenschaft anschloss.